# St. Georg (Rieden am Ammersee)

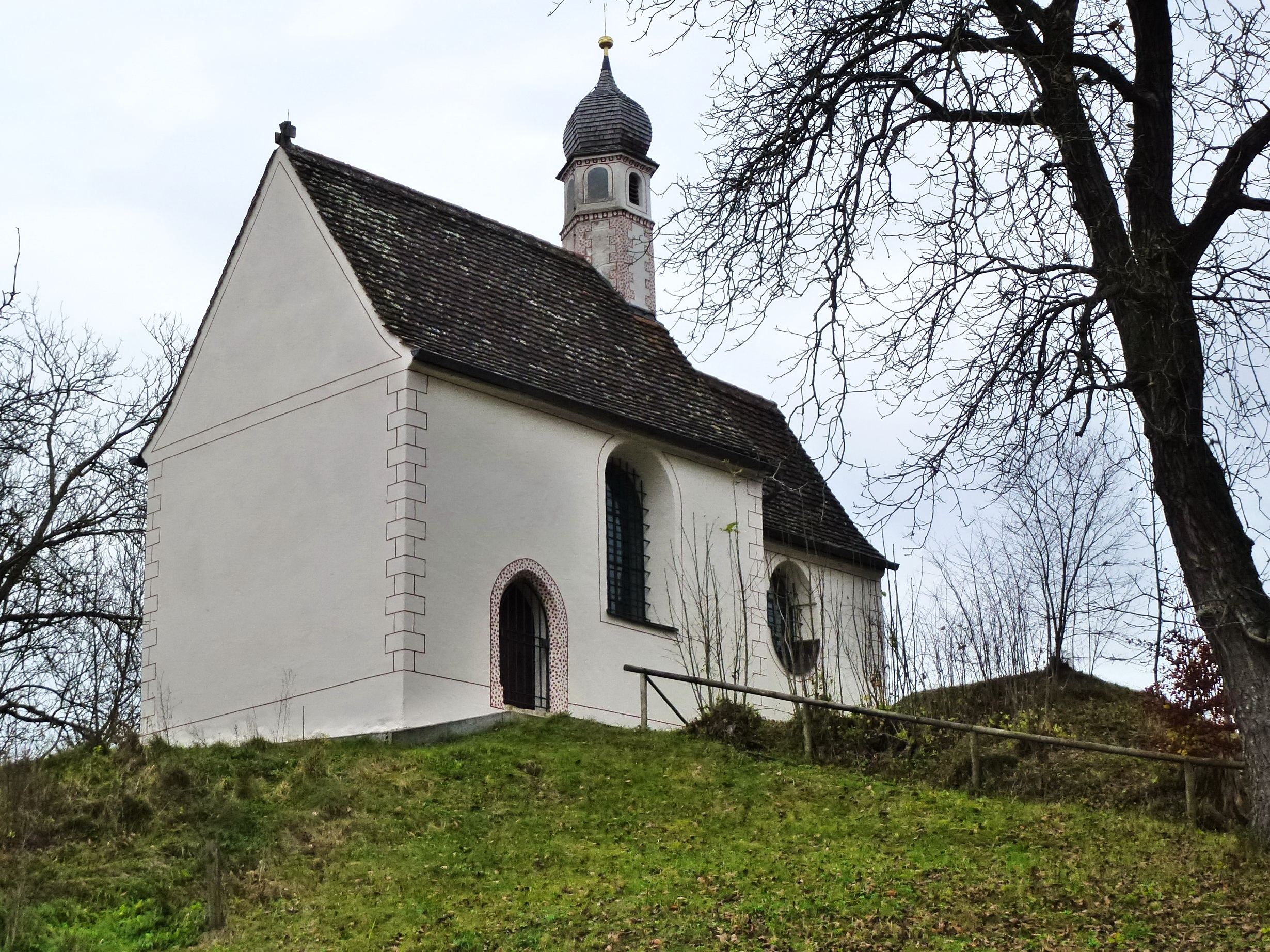
St. Georg in Rieden am Ammersee

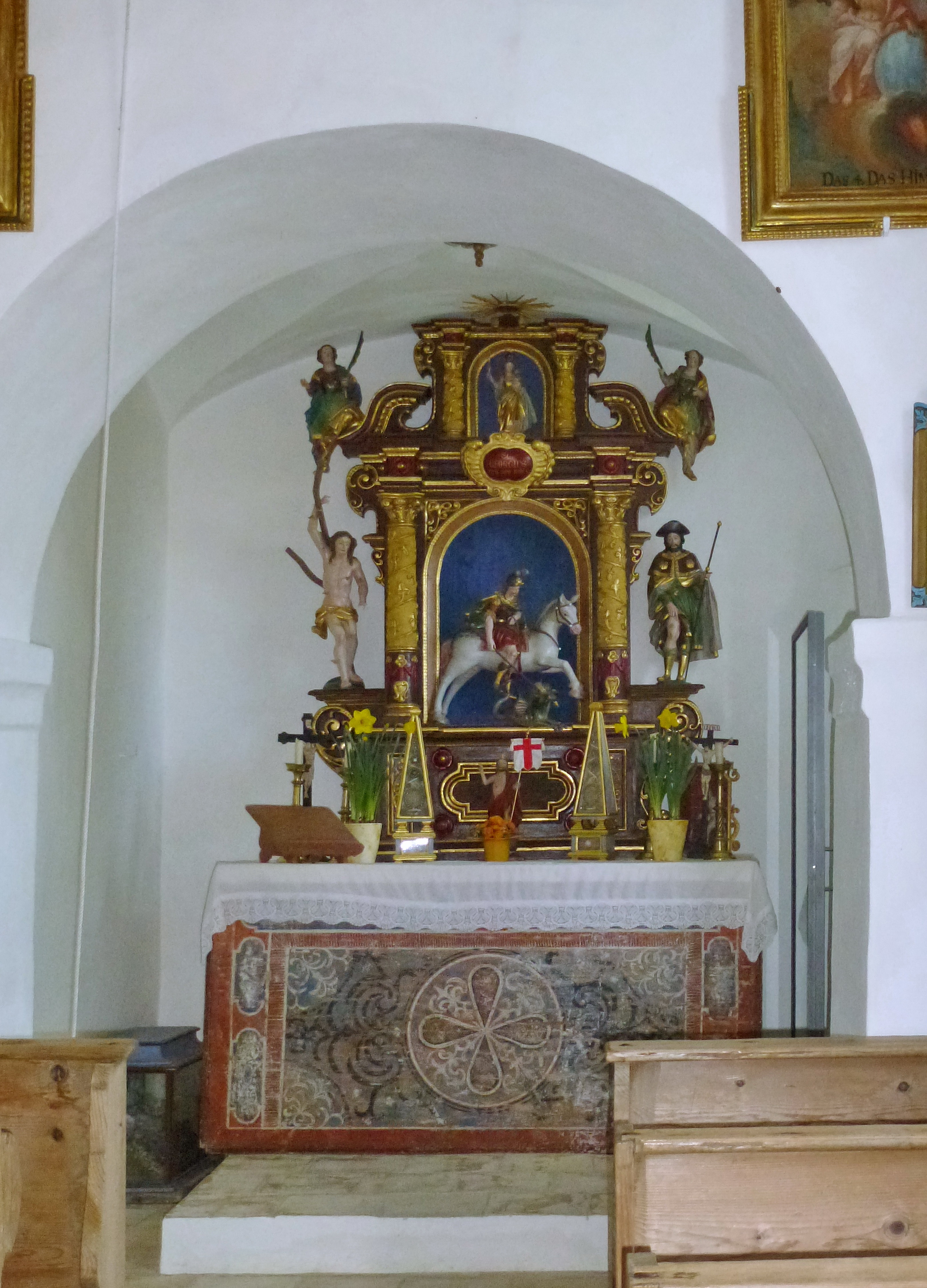
Innenansicht

Die römisch-katholische Kapelle St. Georg steht in Rieden am Ammersee, einem Gemeindeteil des Marktes Dießen am Ammersee im oberbayerischen Landkreis Landsberg am Lech. Die Kirche steht unter Denkmalschutz und ist in der Liste der Baudenkmäler in Dießen am Ammersee unter der Nr. D-1-81-114-83 eingetragen. Die Kirche gehört zum Dekanat Landsberg im Bistum Augsburg.

## Beschreibung
Die im Kern spätromanische Saalkirche wurde 1736–39 barock umgestaltet. Sie besteht aus dem Langhaus und dem eingezogenen, rechteckigen Chor im Osten. Auf dem Satteldach des Langhauses erhebt sich im Osten ein sechseckiger, mit einer Zwiebelhaube bedeckter Dachreiter, der den Glockenstuhl enthält.
Der Innenraum des Chors ist mit einem Kreuzgratgewölbe überspannt. Der um 1675 gebaute Altar wird von den Statuetten des heiligen Sebastian und des Rochus von Montpellier flankiert. Auf dem Altarretabel ist der heilige Georg dargestellt.